# Niesco Dubbelboer
Johan Niesco Dubbelboer (Assen, 11 juni 1962) is een Nederlands politicus. Hij was namens de Partij van de Arbeid lid van de Tweede Kamer.
Dubbelboer studeerde van 1983 tot 1988 politicologie aan de Universiteit van Amsterdam. Hij trad vervolgens in dienst bij de gemeente Amsterdam, waar hij coördinator van zogenaamde 'stadsgesprekken' over onderwerpen als veiligheid, stedelijke verloedering, verkeer, huisvesting en jeugdbeleid was. Van 1995 tot 2003 was hij directeur van Agora Europa, een stichting voor participatieve democratie.
Bij de Tweede Kamerverkiezingen van 2003 werd Dubbelboer lid van de Tweede Kamer. Hij hield zich in het parlement vooral bezig met democratie en democratisering (zoals staatkundige vernieuwing en vernieuwing van kiesrecht). Zo maakte hij zich onder meer sterk voor het referendum. Voor zijn partij zat hij een interne projectgroep democratie en bestuurlijke vernieuwing voor. Samen met Farah Karimi (GroenLinks) en Boris van der Ham (D66) diende hij een initiatiefwetsvoorstel in dat leidde tot het raadplegend referendum over het grondwettelijk verdrag voor de Europese Unie en de Wet raadgevend referendum. Na de Kamerverkiezingen van 2006 keerde Dubbelboer niet terug in het parlement. Een 45e plek op de kandidatenlijst van zijn partij was te laag om herkozen te worden.
Dubbelboer was in 2007 voor de PvdA campagneleider bij de verkiezingen voor Provinciale Staten. In de zomer van 2008 werd hij directeur van het partijbureau.
Samen met Arjen Nijeboer richtte hij de stichting Meer Democratie op, die ijvert voor de invoering van directe democratie.
- Parlement.com: vge7dtpna4zm